# Volo Bek Air 2100
Il volo Bek Air 2100 è stato un volo di linea tra Almaty e Nur-Sultan, in Kazakistan. Il 27 dicembre 2019 il Fokker F100 che effettuava il volo si è schiantato contro un edificio in costruzione subito dopo il decollo dall'aeroporto Internazionale di Almaty causando la morte di 12 delle 98 persone a bordo.
Il governo kazako ha avviato un'inchiesta ed ha disposto il blocco a terra di tutti i velivoli di Bek Air.

## L'aereo
Il velivolo coinvolto era un Fokker F100, costruito nel 1996, che in precedenza aveva volato con Formosa Airlines, Mandarin Airlines, Contact Air e OLT Express Germany, prima di entrare nella flotta di Bek Air nel 2013 come UP-F1007. L'aereo è stato noleggiato a Kam Air nel settembre 2016, per poi essere restituito. L'aereo è stato anche noleggiato a Safi Airways nel febbraio 2017, restituito a Bek Air e infine noleggiato ad Air Djibouti nel dicembre 2018, prima di essere nuovamente restituito. L'aereo è rimasto in servizio con Bek Air fino al giorno dell'incidente, nel quale è andato distrutto. Il certificato di aeronavigabilità del velivolo era stato rinnovato il 22 maggio 2019.
Il comandante era il 58enne Marat Ganievich Muratbaev e il primo ufficiale il 54enne Mirzhan Gaynulovich Muldakulov.

## L'incidente
L'aereo è decollato dalla pista 05R e ha perso quota poco dopo; durante il decollo, la coda ha urtato due volte la pista. Il Fokker ha virato verso destra e ha urtato una recinzione perimetrale in cemento, prima di impattare contro un edificio a due piani in un'area residenziale, vicino alla pista perimetrale, intorno alle 07:22 ora locale. La parte anteriore dell'aereo si è staccata dalla fusoliera principale, riportando danni significativi, e la coda si è staccata nella parte posteriore.
Uno dei sopravvissuti, Aslan Nazarliev, ha dichiarato di aver visto del ghiaccio sulle ali. In una conversazione telefonica, ha detto: "L'ala sinistra ha avuto un forte scossone, poi anche la destra, e l'aereo ha cominciato a oscillare come una barca". Nazarliev ha continuato: "Quando siamo decollati, l'aereo ha cominciato a tremare molto forte e ho capito che stava per cadere... Tutte le persone che sono salite sull'ala sono cadute, perché c'era del ghiaccio. Non posso dire che [prima del decollo] le ali non fossero state spruzzate di antigelo, ma il fatto è che c'era del ghiaccio". La temperatura in quel momento era di -12 °C e la visibilità era di 1 000 metri (3 300 ft), con una fitta nebbia vicino nell'area.
Tredici persone, tra cui il comandante e il primo ufficiale, che morirono in ospedale quasi un mese dopo l'incidente, sono rimaste uccise e 66 ferite. I passeggeri erano 85 adulti, cinque bambini e tre neonati; l'equipaggio era composto da cinque persone.

## Conseguenze
Il presidente del Kazakistan, Kassym-Jomart Tokayev, ha dichiarato il giorno seguente, il 28 dicembre, giornata di lutto nazionale e ha dichiarato che tutti i responsabili sarebbero stati puniti severamente in conformità con la legge. Le autorità kazake hanno sospeso l'autorizzazione al volo di Bek Air dopo l'incidente. Il 17 aprile 2020, citando l'incapacità della compagnia aerea di correggere gravi violazioni della sicurezza scoperte durante le indagini, l'Amministrazione aeronautica del Kazakistan (AAK) ha ritirato il certificato di operatore aereo della compagnia e i certificati di aeronavigabilità dei suoi rimanenti Fokker F100.

## Le indagini
Il 29 aprile 2022 l'AAK ha pubblicato la relazione finale, indicando che l'incidente si è verificato a causa della perdita asimmetrica delle proprietà portanti delle ali durante la fase di decollo, che ha causato lo stallo subito dopo il decollo dalla pista. Il velivolo si è abbassato, ha sfondato la recinzione perimetrale ed è entrato in collisione con un edificio privato di due piani. A causa dell'impatto si sono verificate distruzioni e compressioni che hanno causato la morte di 11 passeggeri e di un membro dell'equipaggio e il ferimento di 47 passeggeri in vari modi. La causa della perdita delle proprietà portanti delle ali è stata molto probabilmente l'effetto della formazione di ghiaccio prima del decollo. L'equipaggio, dopo aver analizzato la situazione meteorologica dell'aeroporto di Almaty, potrebbe non aver tratto conclusioni sufficienti per un'ispezione più efficace dell'intero aeromobile e in particolare un esame dei bordi d'attacco delle ali.
Il Sistema di gestione della sicurezza (SMS) dell'operatore contiene solo disposizioni generali, mentre le misure specifiche non sono state adattate per l'attuazione. Ciò non ha permesso di identificare ed eliminare tempestivamente i rischi esistenti che incidono sulla sicurezza dei voli.